# Stanisław Rainko
Stanisław Rainko – polski filozof marksistowski, profesor filozofii w zakresie teorii poznania i filozofii społecznej w Instytucie Studiów nad Filozofią Słowiańską im. św. Cyryla i Metodego Wyższej Szkoły Menedżerskiej w Warszawie. W 2019 roku Rainko opublikował książkę autobiograficzną – Czas miniony, gdzie opowiada o swej długiej drodze filozoficznej i wspomina swoich nauczycieli, takich jak Adam Schaff, Tadeusz Kotarbiński czy Leszek Kołakowski.

## Wybrane publikacje
Monografie
- Marksizm i jego krytycy. Warszawa: Książka i Wiedza, 1976, seria: Krytyka Burżuazyjnej Ideologii i Rewizjonizmu. Brak numerów stron w książce
Przekład na język czeski
Marxismus a jeho kritici. Překlad: Jan Sedláček. Praha: Svoboda, 1979, seria: Filozofie a současnost (29.). Brak numerów stron w książce

Redakcje naukowe
- Teoria i praktyka: wybór pism, wybrał, oprac. i posłowiem opatrzył Zdzisław Krasnodębski; wstępem poprzedził Stanisław Rainko, tł. Małgorzata Łukasiewicz, Zdzisław Krasnodębski, Warszawa 1983, Państ. Instytut Wydawniczy, s. 557, ISBN 83-06-00916-9

## Nagrody
- Nagroda "Miesięcznika Literackiego" (1977) za książkę "Marksizm i jego krytycy" ("Książka i Wiedza")[1]